# Phillip Knightley
Phillip George Knightley AM (* 23. Januar 1929 in Sydney; † 7. Dezember 2016) war ein australischer Journalist, Kritiker und Autor von Sachbüchern. Er war Gastprofessor für Journalismus an der University of Lincoln, England, und Medienexperte zum Thema Nachrichtendienste und Propaganda.

## Leben
Phillip Knightley begann seine Karriere im Jahr 1946 als Laufjunge beim Sydney Daily Telegraph. Zwei Jahre als Reporter bei The Northern Star (Lismore) folgten. Danach unterbrach er seine Journalismus-Karriere, um Kopra-Händler auf den Fidschi-Inseln zu werden. Daraufhin trat er der Redaktion der Ozeanien Daily News (Suva) bei, einer Zeitung, die sich rühmt, die „erste Zeitung der Welt“ zu sein, weil Suva an der internationalen Datumsgrenze liegt.
Knightley kehrte nach Australien zurück und arbeitete für The Herald in Melbourne. Er kam 1952 nach Sydney zum Daily Mirror und berichtete im Jahr 1953 über den Besuch von Königin Elisabeth in Australien. Im November 1954 arbeitete er als Auslandskorrespondent für den Daily Mirror. Danach wurde er Chefredakteur von Imprint, einem Literaturmagazin in Bombay (Mumbai).
Von 1965 bis 1985 war er Sonderkorrespondent für die Sunday Times in London. In dieser Zeit war er Mitglied des investigativen Teams „Insight“.
Er verfasste unter anderem literaturkritische Artikel für die Mail on Sunday (London), The Independent (London), The Australian’s Review of Books, The Age (Melbourne), und die New York Review of Books.
Er hielt Vorlesungen über Journalismus am Australian National Press Club in Canberra, dem australischen Senat, der City University, London, an der University of Manchester, der Pennsylvania State University, der University of California, Los Angeles, der Stanford University, der Royal Military Academy Sandhurst, an dem Inner Temple, dem Internationalen Komitee des Roten Kreuzes und der Universität Düsseldorf.
Knightleys thematische Schwerpunkte waren Kriegsberichterstattung, Propaganda und Spionage. In den letzten 30 Jahren traf er mit den meisten Spionagechefs der wichtigsten Geheimdienste der Welt zusammen und interviewte in der Zeit des Kalten Kriegs und danach eine große Zahl von Mitarbeitern und Agenten aller politischen Richtungen. Im Dezember 2010 war er Gegenstand von Medienberichten, weil er für Julian Assanges Kaution Bürgschaft leistete. Er verlor das Geld, als sich Assange 2012 dem Zugriff der englischen Rechtsprechung entzog, indem er Zuflucht in der Botschaft Ecuadors suchte.
1997 war Knightley Jurymitglied des kanadischen Literaturpreises Lionel Gelber Prize, der das beste Sachbuch zu internationalen Fragen prämiert. Er war der Vertreter Europas im internationalen „Consortium of Investigative Journalists“.
Knightley war verheiratet und hatte zwei Töchter und einen Sohn. Er lebte in London, Sydney und Goa in Indien.

## Preise und Auszeichnungen
- 1980, 1988 – British Press Awards Journalist des Jahres – Knightley war einer von zwei Journalisten, die den Preis zweimal erhalten haben
- 1982 – British Colour Magazine Schriftsteller des Jahres
- 1983 – British Chef and Brewer Crime Writer’s award – für die Aufklärung eines Mordfalles in Italien
- 1980 – Granada Television Reporter des Jahres
- 1975 – Overseas Press Club of America Award for The First Casualty als bestes Buch über Internationale Politik.
- 2005 – Member des Order of Australia für seine Verdienste um den Journalismus, insbesondere als führendes Mitglied in der journalistischen Recherche und Berichterstattung über Themen von öffentlichem Interesse sowie als Autor.[2]
- 2006 – City University, London, Artes Doctor Honoris Causa (Ehrendoktor) für seine Leistungen für Journalismus und Publizistik.
- 2007 – University of Sydney, Australia, Doctor Honoris Causa (Ehrendoktor) für seine Leistungen für Journalismus und Publizistik

## Veröffentlichungen
- The First Casualty. From the Crimea to Vietnam: the war correspondent as hero, propagandist, and myth maker. 1975, über Krieg und Propaganda. ISBN 0-15-131264-8.
- The First Casualty. The War Correspondent As Hero and Myth-Maker from the Crimea to Kosovo. Johns Hopkins University Press, Baltimore, MD 2002, ISBN 0-8018-6951-X.
- The First Casualty. The War Correspondent as Hero and Myth-Maker from the Crimea to Iraq. 3. Auflage 2004, ISBN 0-8018-8030-0.
- The Second Oldest Profession. 1986, über Spionage. ISBN 0-393-02386-9. Deutsch: Die Geschichte der Spionage im 20. Jahrhundert. Aufbau und Organisation, Erfolge und Niederlagen der großen Geheimdienste. Bern, München, Wien 1986.
- Philby, KGB Master Spy. Eine Biographie zu Kim Philby. ISBN 0-394-57890-2.
- An Affair of State. Über den Skandal um John Profumo (1963), die Veröffentlichung wurde im Vereinigten Königreich verboten.
- mit Colin Simpson: The Secret Lives of Lawrence of Arabia. OCLC 57525.
- The Pearl of Days. Hamilton, London 1972, ISBN 0-241-02266-5, die Geschichte der Sunday Times.
- Suffer the Children. über die Contergankatastrophe.
- The Death of Venice. ISBN 0-275-22920-3, über die Versuche, Venedig zu retten.
- The Rise and Fall of the House of Vestey. Über das Unternehmen, das Sir William (später Baron) Vestey 1897 begründete.
- A Hack’s Progress. J. Cape, London 1997, ISBN 0-224-04399-4, seine Autobiographie.
- Australia. A Biography of a Nation. Jonathan Cape, London 2000, ISBN 0-224-05006-0.
- mit Sarah Jackson, Annabel Merullo; John Keegan (Einleitung): The Eye of War. Words and Photographs from the Front Line. Smithsonian Books, Washington, DC. 2003, ISBN 1-58834-165-8.